# Publio Decio Mus (cónsul 312 a. C.)
Publio Decio Mus (cónsul 312 a. C.) (en latín Publius Decius Mus) fue un militar romano de la República de Roma, que murió en el año 295 a. C.

## Hijo de héroe
Hijo del cónsul homónimo del año 340 a. C., fue elegido cónsul en 312 a. C., junto con Marco Valerio Máximo Corvino. Tito Livio cuenta que Decio permaneció en Roma como consecuencia de una enfermedad, mientras que su colega prosiguió la guerra contra los samnitas, y el Senado le ordenó que designara a un dictador, como consecuencia de la unión a la guerra contra Roma de los etruscos, pero Aurelio Víctor, por el contrario, nos dice que Decio ganó un triunfo sobre los samnitas en su primer consulado, y dedicó a Ceres el botín que había obtenido en la guerra. Una inscripción de la victoria de Decio en su primer consulado, que algunos han supuesto auténtica, es evidentemente una falsificación inventada por las palabras de Aurelio Víctor.

## Segundo consulado y su defensa de los plebeyos
En 309 a. C., sirvió como legado del dictador Lucio Papirio Cursor. Al año siguiente fue elegido cónsul de nuevo, junto con Quinto Fabio Máximo Ruliano. Mientras su colega se enfrentaba a los samnitas, él lo hizo con los etruscos, a los que obligó a pedir una tregua. En 306 a. C. fue magister equitum del dictador Publio Cornelio Escipión Barbato, y en 304 a. C. fue elegido censor con Quinto Fabio Máximo Ruliano, su colega en su segundo consulado, junto al cual efectuó la importante reforma de la Constitución por la que el Libertini se limitaban a las cuatro tribus de la ciudad. En 300 a. C. Decio fue el gran defensor de la ley Olgunia para abrir el pontificado y el augurado a los plebeyos, en oposición a Apio Claudio el Censor, y después de la promulgación de la ley en este año, fue uno de los primeros plebeyos elegidos para el colegio de los pontífices.

## Tercer consulado y segundo con Ruliano
En 297 a. C. Decio fue elegido cónsul por tercera vez con su excolega Quinto Fabio Máximo, por deseo expreso de este último. Ambos cónsules marcharon a Samnio por diferentes vías: Decio derrotó a los apulianos cerca de Maleventum y, a continuación recorrió el Samnio, y probablemente también Apulia, devastando el país en todas direcciones. Continuó en Samnio durante el año siguiente, como procónsul, y tomó tres ciudades samnitas, pero la captura de estos pueblos en otros relatos es atribuida a Fabio o a los nuevos cónsules.

## Cuarto consulado y sacrificio
Durante la tercera guerra samnita se formó una formidable coalición de samnitas, etruscos, umbros y galos contra Roma. Elegido cónsul por cuarta vez en 295 a. C., junto con Quinto Fabio Máximo Ruliano, de nuevo, quien no quiso aceptar la dignidad sin que su excolega fuera asociado con él en el honor y el peligro. Decio fue primero apostado en Samnio, pero posteriormente se apresuró a ir hacia Etruria para asistir a su colega, y mandó el ala izquierda del ejército romano en la decisiva batalla de Sentino. Mus enfrentó a los galos, y cuando sus tropas empezaron a retroceder, decidió seguir el ejemplo de su padre y se consagró a sí mismo y al ejército enemigo a los dioses del inframundo, muriendo en la batalla.